# توبیاس آرلت
توبیاس آرلت (آلمانی: Tobias Arlt؛ زادهٔ ۲ ژوئن ۱۹۸۷) لژسوار اهل آلمان است.
وی در مسابقات کشوری و بین‌المللی در مجموع برندهٔ ۱۷ مدال طلا، ۱۰ مدال نقره، ۲ مدال برنز شده‌است.